# イータカリーナ星雲
座標:  10h 45m 08.5s, −59° 52′ 04″
イータカリーナ星雲（ηカリーナ星雲、Carina Nebula、Eta Carinae Nebula）は、いくつかの散開星団に囲まれた大きく明るい星雲である。りゅうこつ座η星とHD 93129Aという、銀河系で最大級の重さと光度を持つ恒星の2つがこの星雲の中にある。地球からは、6500光年から1万光年離れていると推定されている。イータカリーナ星雲は、りゅうこつ座の中に見え、いて・りゅうこつ腕の中に位置する。この星雲には、いくつかのO型星が含まれる。
空に見える散光星雲としては最も大きいものの1つである。有名なオリオン星雲よりも4倍も大きく明るいが、南半球の高緯度地方でしか見られないため、それほど知られていない(北半球の北緯13度からも全景が撮影可能。南半球から主に見る星雲としては有名な星雲)。1751年から1752年に喜望峰でニコラ・ルイ・ド・ラカーユによって発見された。
大きな明るい星雲の中、りゅうこつ座η星のすぐ周囲により小さな星雲があり、人形星雲として知られている。これは、1841年にりゅうこつ座η星が大きな擬似的超新星爆発を起こしてできたものだと考えられている。これにより、りゅうこつ座η星は、一時的に全天で2番目に明るい恒星となった。

## イータカリーナ星雲にある天体

### りゅうこつ座η星

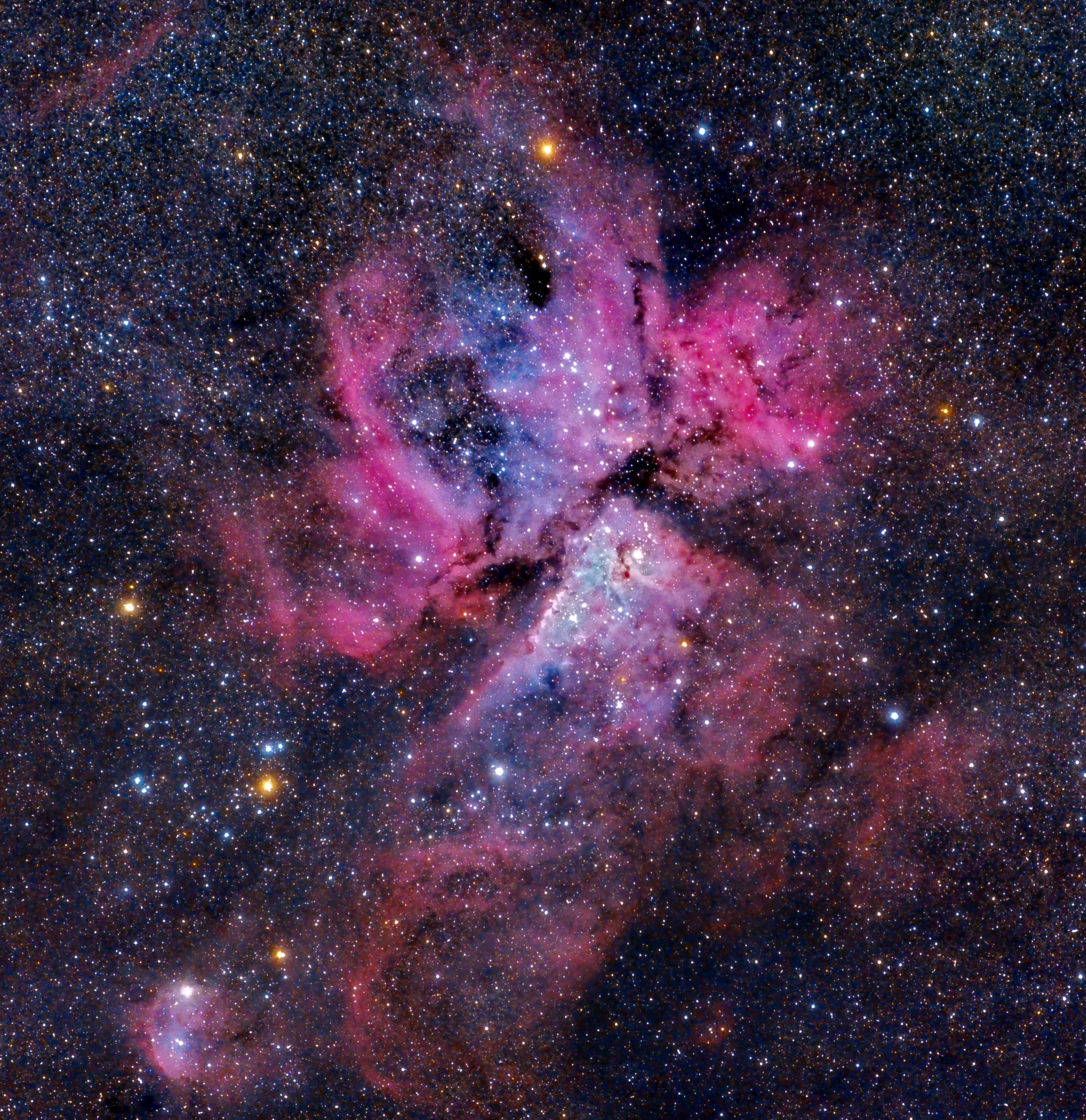
イータカリーナ星雲、天文台OALM 、ウルグアイのモンテビデオから撮影した画像。

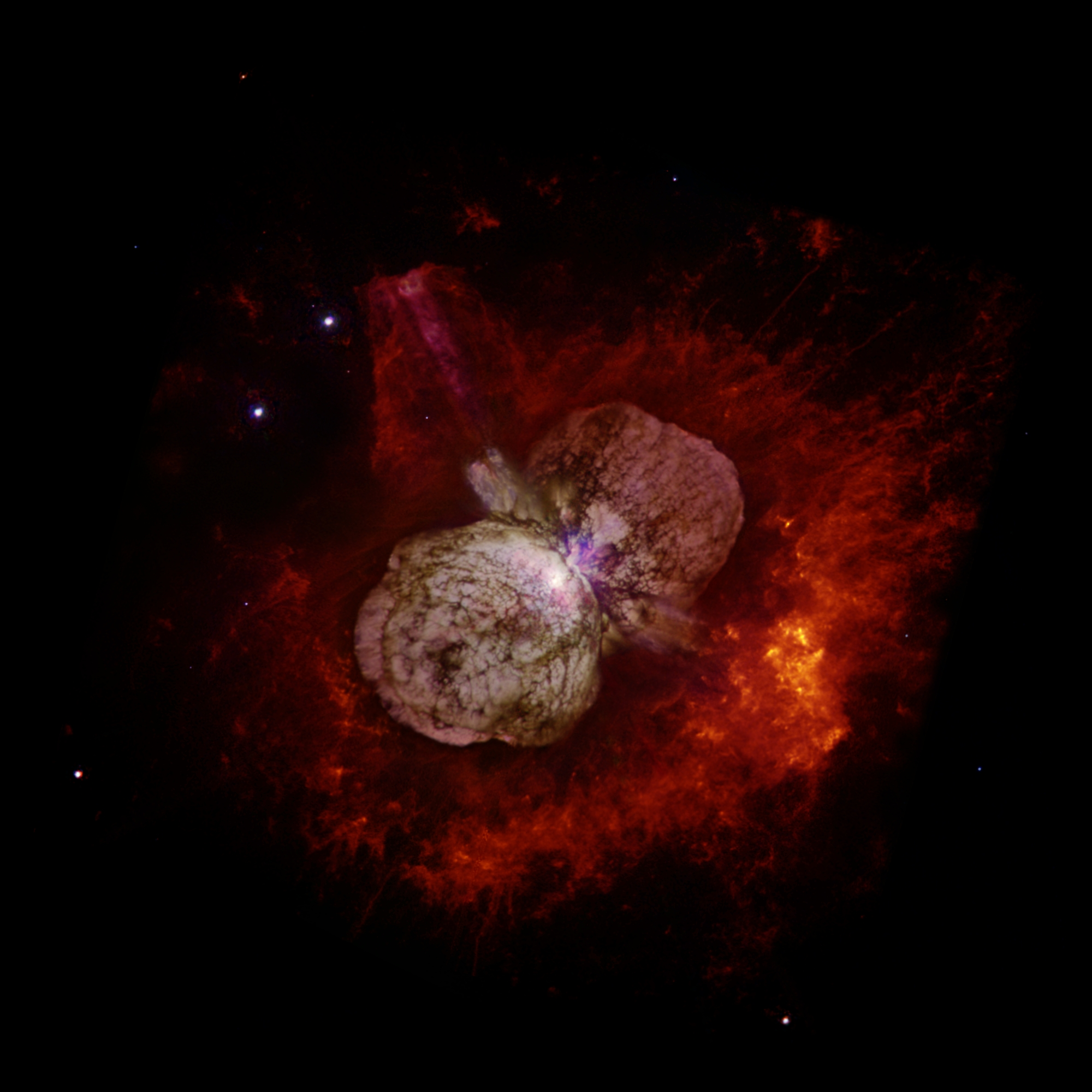
ハッブル宇宙望遠鏡が撮影したりゅうこつ座η星

りゅうこつ座η星は、非常に大きな光度を持つ極超巨星である。その質量は太陽質量の100倍から150倍、光度は太陽の400万倍と推定されている。
この天体は現在、詳細が調査された恒星の中で最も大きな質量を持つ。より光度が大きくより重いと思われる恒星もいくつか知られているが、そのデータはまだ確実なものではない。太陽の80倍以上の質量を持つ恒星は、太陽の100万倍以上の光を発する。そのような恒星は、銀河系程度の規模の銀河の中でも数十個と非常に少ない。エディントン限界に近づいており、即ち、外側への放射圧が内側への重力とほぼ同じ強さになっている。太陽質量の120倍を超えると、理論的にはエディントン限界を超え、その重力が恒星のガスを引きとどめておくことができなくなり、近い将来に超新星か極超新星となる。
りゅうこつ座η星がイータカリーナ星雲に及ぼす効果は直接観測することが可能である。上図の暗いボック・グロビュールやその他の天体は、重い恒星の方から尾を引いているように見える。星雲全体の形も、1840年代の大爆発以前とは明らかに変わっている。りゅうこつ座η星の周りは塵に囲まれ、紫外線の量は劇的に減っている。

### 鍵穴星雲

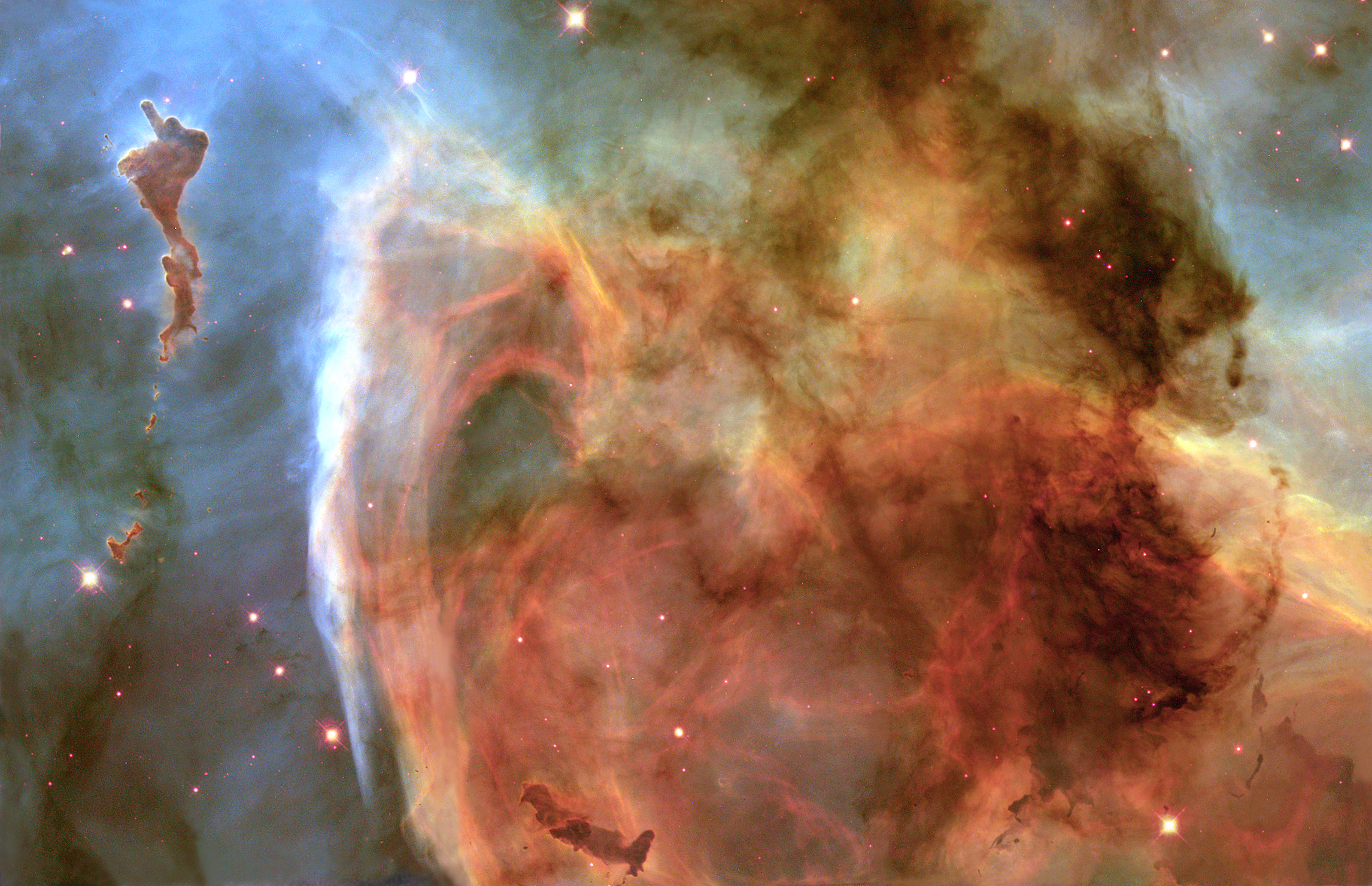
ハッブル宇宙望遠鏡が撮影した鍵穴星雲。左上の小さな星雲は、"神の指"(finger of God)と呼ばれている。

イータカリーナ星雲の一部は、鍵穴星雲として知られている。この名前は、19世紀にジョン・ハーシェルによって付けられた。鍵穴星雲は、冷たい塵から構成される分子雲であり、明るく熱いフィラメント、蛍光を発するガス等も含まれ、より明るい星雲を背景に浮かび上がっている。鍵穴部分の直径は、約7光年である。

### ミスティック・マウンテン

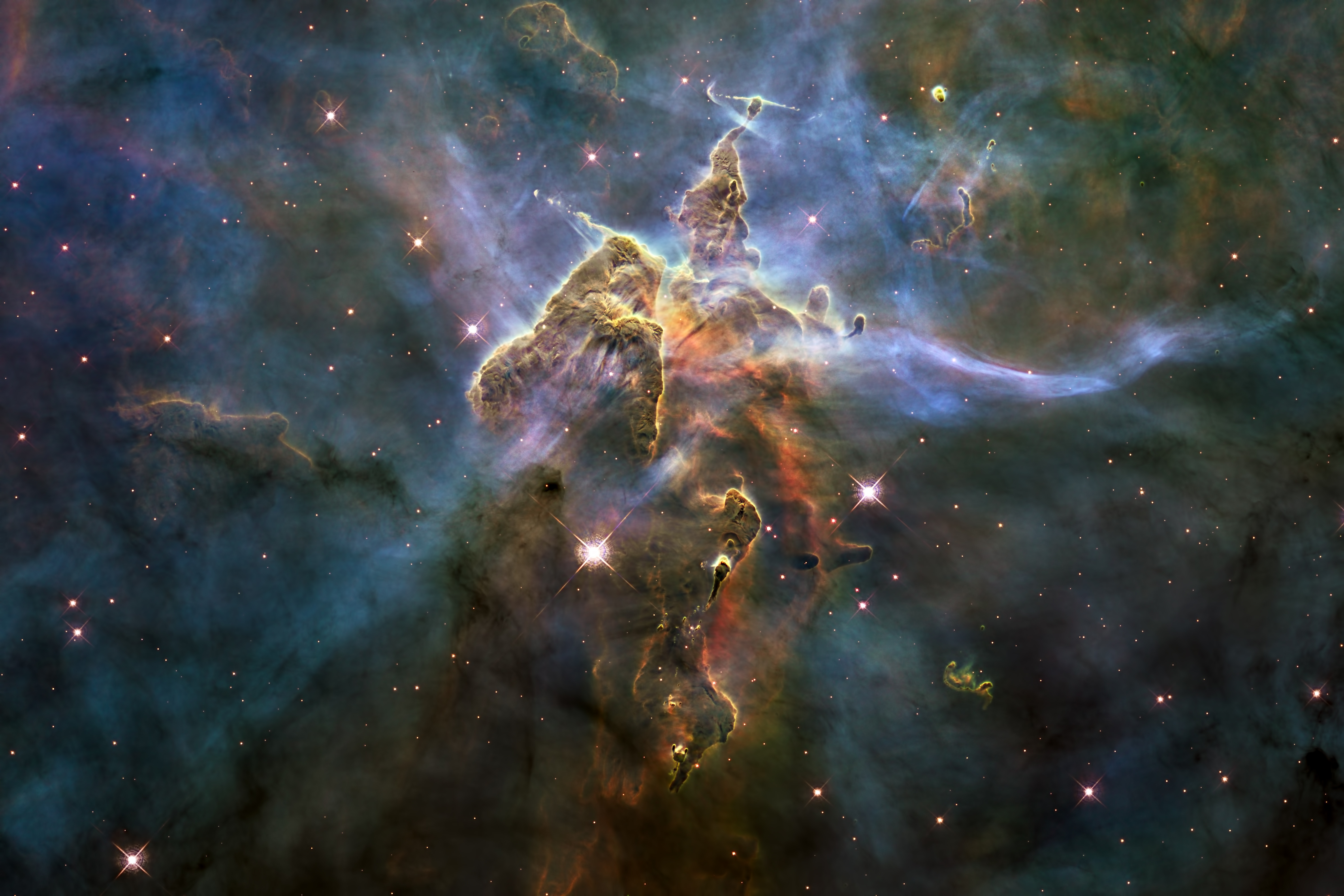
ミスティック・マウンテン

「ミスティック・マウンテン」は、ハッブル宇宙望遠鏡の20周年の記念として、2010年2月1日から2日に撮影された画像であり、イータカリーナ星雲の中に柱状の塵とガスが写っている。柱の高さは3光年になり、柱の中にある原始恒星はガスのジェットを発し、その流れが頂きにまで上っている。

## ギャラリー

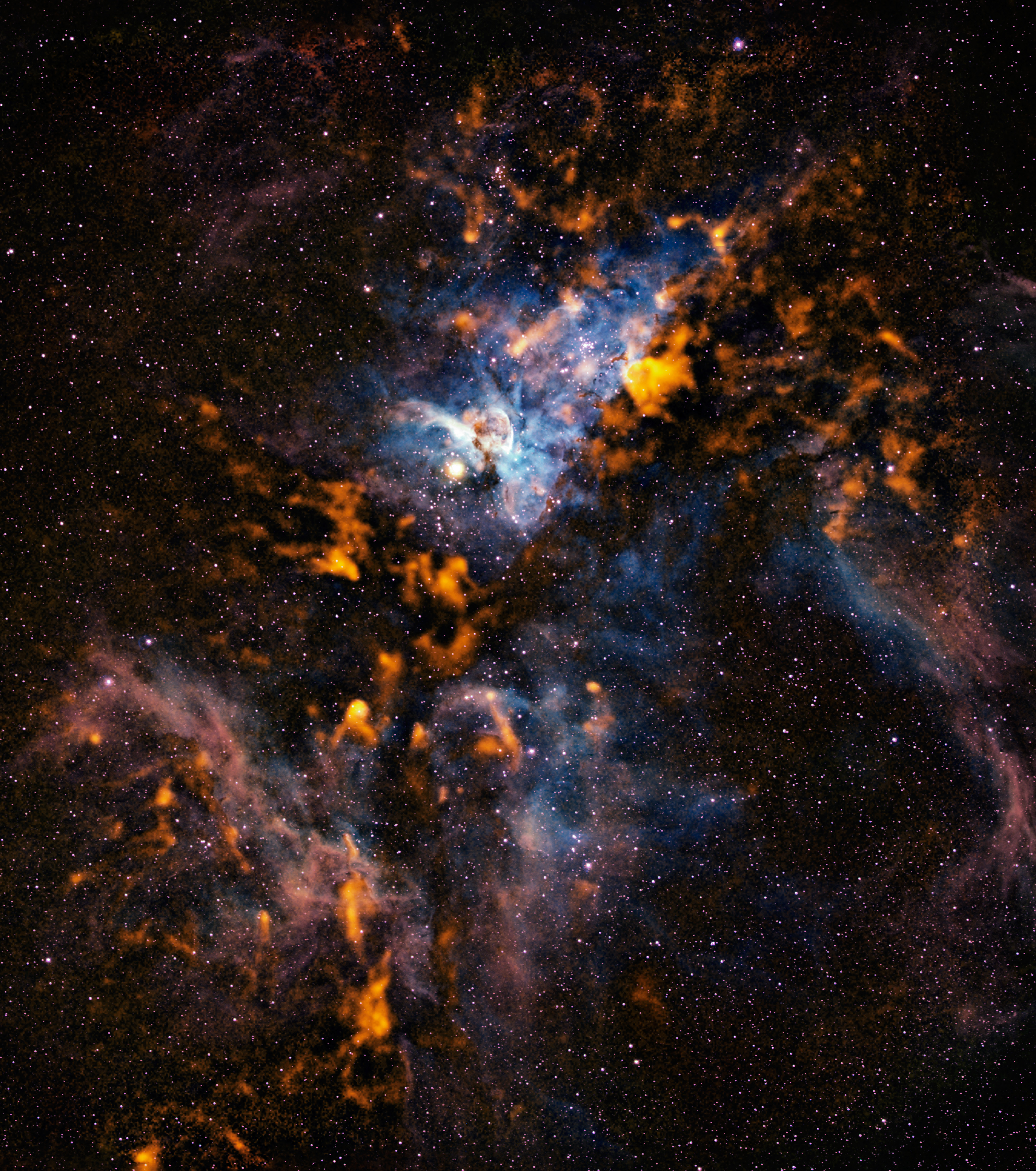
イータカリーナ星雲。オレンジ色は冷たい塵の雲